# Paralam
Paralam es una ciudad censal situada en el distrito de Thrissur en el estado de Kerala (India). Su población es de 9187 habitantes (2011). Se encuentra a 9 km de Thrissur y a 63 km de Cochín.

## Demografía
Según el censo de 2011 la población de Paralam era de 9187 habitantes, de los cuales 4498 eran hombres y 4689 eran mujeres. Paralam tiene una tasa media de alfabetización del 95%, superior a la media estatal del 94%: la alfabetización masculina es del 96,51%, y la alfabetización femenina del 93,58%.